# Campionats del món de ciclisme en ruta de 2014
Els Campionats del món de ciclisme en ruta de 2014 es disputen del 21 al 28 de setembre de 2014 a Ponferrada, Lleó, Espanya.

## Programa de les proves
| 21 de setembre            | 10h 00'        | 11h 25'        | Contrarellotge per equips femenins  | 36,15 km       | 36,15 km |        |        |        |        |
| 21 de setembre            | 14h 00'        | 17h 05'        | Contrarellotge per equips masculins | 57,10 km       | 57,10 km |        |        |        |        |
| Contrarellotge individual |                |                |                                     |                |          |        |        |        |        |
| 22 de setembre            | 10h 00'        | 11h 30'        | Contrarellotge femenina júnior      | 13,90 km       | 13,90 km |        |        |        |        |
| 22 de setembre            | 14h 00'        | 16h 35 '       | Contrarellotge masculina sub-23     | 36,15 km       | 36,15 km |        |        |        |        |
| 23 de setembre            | 10h 00'        | 12h 40'        | Contrarellotge masculina júnior     | 29,50 km       | 29,50 km |        |        |        |        |
| 23 de setembre            | 14h 00'        | 16h 45'        | Contrarellotge femenina             | 29,50 km       | 29,50 km |        |        |        |        |
| 24 de setembre            | 13h 30'        | 17h 00'        | Contrarellotge masculina            | 47,10 km       | 47,10 km |        |        |        |        |
| Cursa en línia            | Cursa en línia | Cursa en línia | Cursa en línia                      | Cursa en línia | Voltes   | Voltes | Voltes | Voltes | Voltes |
| 26 de setembre            | 09h 00'        | 11h 10'        | Cursa en línia femenina júnior      | 72,80 km       | 4        |        |        |        |        |
| 26 de setembre            | 13h 00'        | 17h 40'        | Cursa en línia masculina sub-23     | 182,00 km      | 10       |        |        |        |        |
| 27 de setembre            | 09h 00'        | 12h 15'        | Cursa en línia masculina júnior     | 127,40 km      | 7        |        |        |        |        |
| 27 de setembre            | 14h 00'        | 17h 20'        | Cursa en línia femenina             | 127,40 km      | 7        |        |        |        |        |
| 28 de setembre            | 10h 00'        | 16h 35'        | Cursa en línia masculina            | 254,80 km      | 14       |        |        |        |        |

## Resultats
|                                             | Or | Or            | Argent | Argent      | Bronze | Bronze      |
| Proves masculines professionals             | |               | |             | |             |
| Cursa en línia masculina detalls            | Michał Kwiatkowski (POL) | 6h 29' 27"    | Simon Gerrans (AUS) | + 1"        | Alejandro Valverde (ESP) | + 1"        |
| Contrarellotge masculina detalls            | Bradley Wiggins (GBR) | 56' 25.52"    | Tony Martin (DEU) | + 26,23"    | Tom Dumoulin (NED) | + 40.64"    |
| Contrarellotge per equips masculins detalls | BMC Racing Team | 1h 03' 29.85" | Orica-GreenEDGE | + 31.84"    | Omega Pharma-Quick Step | + 35.22"    |
| Contrarellotge per equips masculins detalls | Rohan Dennis (AUS) · Silvan Dillier (SUI) · Daniel Oss (ITA) · Manuel Quinziato (ITA) · Tejay van Garderen (EUA) · Peter Velits (SVK) | 1h 03' 29.85" | Luke Durbridge (AUS) · Michael Hepburn (AUS) · Damien Howson (AUS) · Brett Lancaster (AUS) · Jens Mouris (NED) · Svein Tuft (CAN)                | + 31.84"    | Tom Boonen (BEL) · Michał Kwiatkowski (POL) · Tony Martin (DEU) · Pieter Serry (BEL) · Niki Terpstra (NED) · Julien Vermote (BEL)             | + 35.22"    |
| Proves femenines                            | |               | |             | |             |
| Cursa en línia femenina detalls             | Pauline Ferrand-Prévot (FRA) | 3h 29' 21"    | Lisa Brennauer (DEU) | m. t.       | Emma Johansson (SWE) | m. t.       |
| Contrarellotge femenina detalls             | Lisa Brennauer (DEU) | 38' 48.16"    | Hanna Solovey (UKR) | + 18.68"    | Evelyn Stevens (EUA) | + 21.25"    |
| Contrarellotge per equips femenins detalls  | Specialized–lululemon | 43' 33.35"    | Orica-AIS | + 1' 17.56" | Astana BePink | + 2' 19.64" |
| Contrarellotge per equips femenins detalls  | Chantal Blaak (NED) · Lisa Brennauer (DEU) · Karol-Ann Canuel (CAN) · Carmen Small (EUA) · Evelyn Stevens (EUA) · Trixi Worrack (DEU) | 43' 33.35"    | Annette Edmondson (AUS) · Melissa Hoskins (AUS) · Emma Johansson (SWE) · Jessie MacLean (AUS) · Valentina Scandolara (ITA) · Amanda Spratt (AUS) | + 1' 17.56" | Alena Amialiusik (BLR) · Simona Frapporti (ITA) · Doris Schweizer (SUI) · Alison Tetrick (EUA) · Silvia Valsecchi (ITA) · Susanna Zorzi (ITA) | + 2' 19.64" |
| Proves masculines sub-23                    | |               | |             | |             |
| Cursa en línia masculina sub-23 detalls     | Sven Erik Bystrøm (NOR) | 4h 32' 39"    | Caleb Ewan (AUS) | + 7"        | Kristoffer Skjerping (NOR) | + 7"        |
| Contrarellotge masculina sub-23 detalls     | Campbell Flakemore (AUS) | 43' 49.94"    | Ryan Mullen (IRL) | + 0.48"     | Stefan Küng (SUI) | + 9.22"     |
| Proves masculines júniors                   | |               | |             | |             |
| Cursa en línia masculina júnior detalls     | Jonas Bokeloh (DEU) | 3h 07' 00"    | Alexandr Kulikovskiy (RUS) | m. t.       | Peter Lenderink (NED) | m. t.       |
| Contrarellotge masculina júnior detalls     | Lennard Kämna (DEU) | 36' 13.49"    | Adrien Costa (EUA) | + 44.66"    | Michael Storer (AUS) | + 58.11"    |
| Proves femenines júniors                    | |               | |             | |             |
| Cursa en línia femenina júnior detalls      | Amalie Dideriksen (DEN) | 2h 02' 59"    | Sofia Bertizzolo (ITA) | m. t.       | Agnieszka Skalniak (POL) | m. t.       |
| Contrarellotge femenina júnior detalls      | Macey Stewart (AUS) | 20' 08.39"    | Pernille Mathiesen (DEN) | + 10.79"    | Anna-Leeza Hull (AUS) | + 13.31"    |

## Medaller
| Posició | País          | Or | Plata | Bronze | Total |
| 1       | Alemanya      | 3  | 2     | 0      | 5     |
| 2       | Austràlia     | 2  | 4     | 2      | 8     |
| 3       | Estats Units  | 2  | 1     | 1      | 4     |
| 4       | Dinamarca     | 1  | 1     | 0      | 2     |
| 5       | Noruega       | 1  | 0     | 1      | 2     |
| 5       | Polònia       | 1  | 0     | 1      | 2     |
| 7       | França        | 1  | 0     | 0      | 1     |
| 7       | Regne Unit    | 1  | 0     | 0      | 1     |
| 9       | Itàlia        | 0  | 1     | 1      | 2     |
| 10      | Irlanda       | 0  | 1     | 0      | 1     |
| 10      | Rússia        | 0  | 1     | 0      | 1     |
| 10      | Ucraïna       | 0  | 1     | 0      | 1     |
| 13      | Països Baixos | 0  | 0     | 2      | 2     |
| 14      | Bèlgica       | 0  | 0     | 1      | 1     |
| 14      | Espanya       | 0  | 0     | 1      | 1     |
| 14      | Suècia        | 0  | 0     | 1      | 1     |
| 14      | Suïssa        | 0  | 0     | 1      | 1     |
| Total   | Total         | 12 | 12    | 12     | 36    |

Les contrarellotges per equip han estat adjudicades al país sota el qual es troba registrat a l'UCI.